# Зайков Денис Андрійович
Денис Андрійович Зайков — український військовий, який розпочав свою службу в 2013 році. Наразі діючий військовослужбовець ДШВ ЗСУ. 
Закінчив Військову академію в Одесі у 2019 році та Житомирську політехніку, де захистив магістерську дипломну роботу. Зайков брав участь у міжнародних заходах, зокрема Ялтинська європейська стратегія (YES). За особисту мужність та відданість Україні нагороджений орденом Богдана Хмельницького III ступеня. Активно брав участь у бойових діях з початку війни на сході України.